# آبشار فلکر

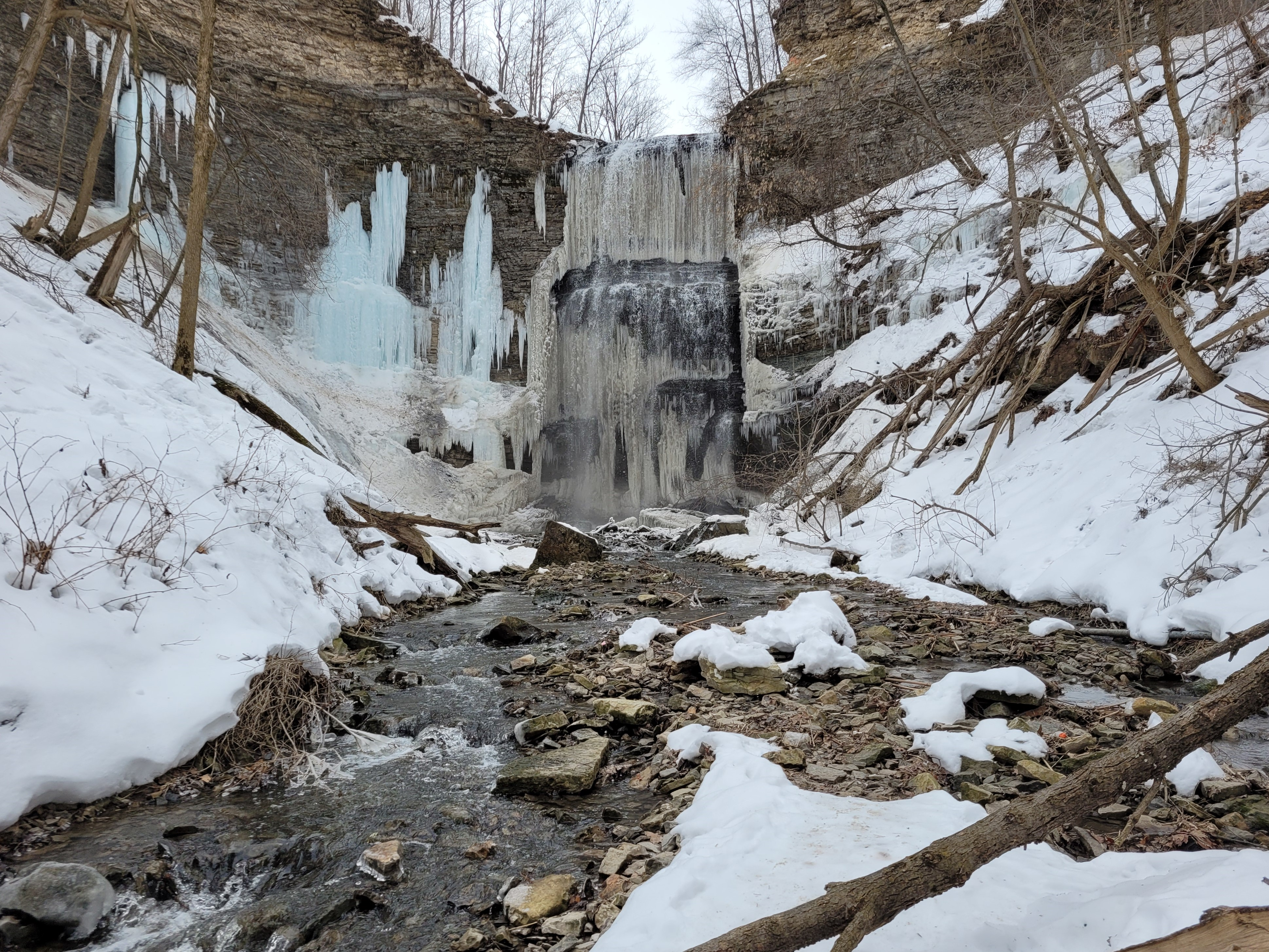
آبشار فلکر در زمستان

آبشار فلکر (به انگلیسی: Felker's Falls) آبشاری است که در همیلتون (انتاریو)، کانادا واقع شده و ارتفاع کلی ریزشگاه آن ۲۲ متر (۷۲ فوت) است.